# Carlitos Vera
Carlos Vera Aliendre (Maciel, Paraguay; 4 de noviembre de 1947-27 de agosto de 2021), conocido como Carlitos Vera y el Requinto de Oro  fue un músico paraguayo de la corriente folclorista, integrante de varias agrupaciones musicales tradicionales de Paraguay.[cita requerida]

## Reseña biográfica

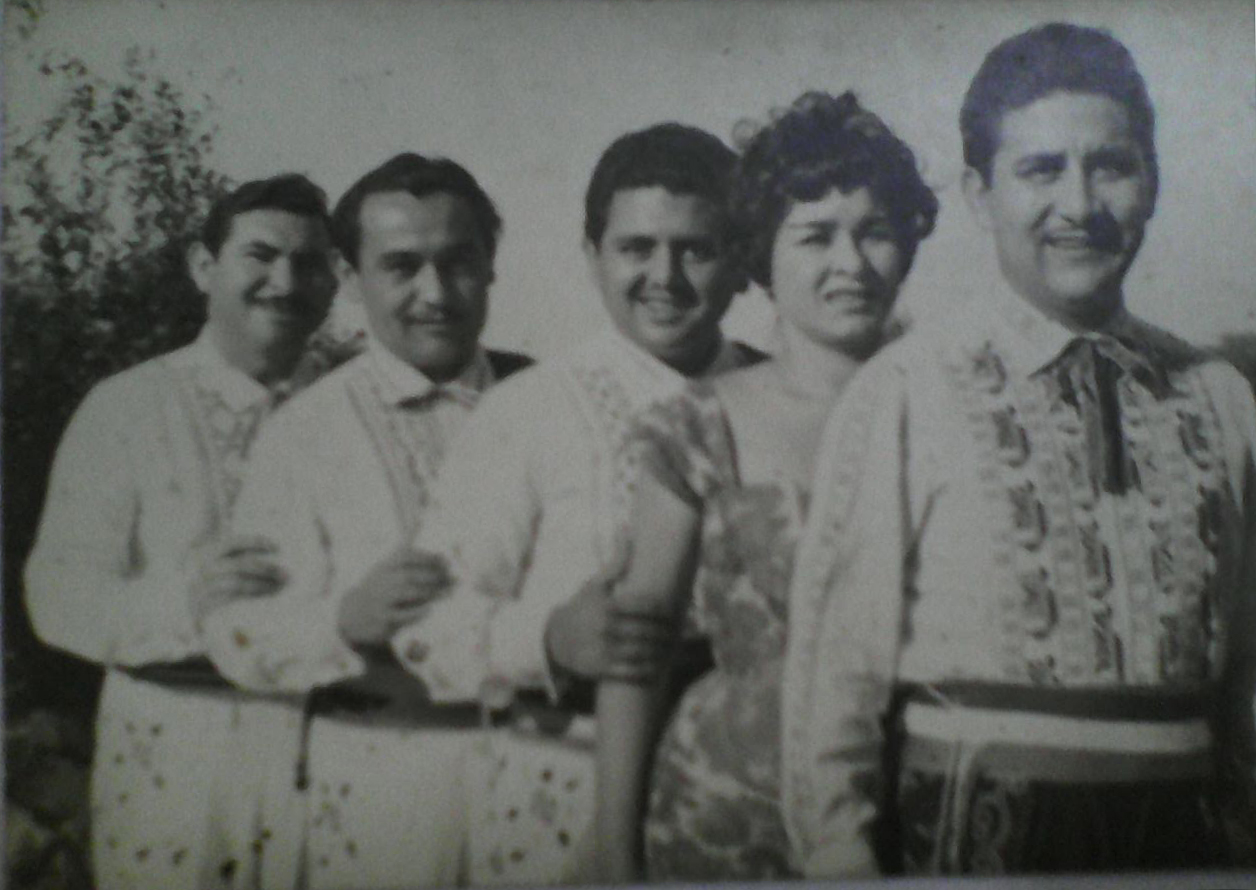
Conjunto musical Los Indios de 1960 en su gira euroasiática representando al Paraguay. De izquierda a derecha: Lorenzo Leguizamón (arpa), Carlitos Vera (requinto), Ulises Ayala (guitarra y voz), Chinita Montiel (voz) y Juan Alfonso (director, guitarra y voz).

Carlitos Vera nace en el distrito de Maciel, ubicado a 12 km de la capital departamental, Caazapá. Nace en el seno de una familia muy numerosa ya que eran 13 los hijos de Narzisa Aliendre y Roque Vera.
Carlitos Vera y su hermano mellizo, Carlino, luego del fallecimiento de su madre emigran muy jóvenes a Asunción con su padre y su hermana menor Ramona.
Se afincan en el barrio San Jerónimo, próximo al puerto de Asunción. En aquella época el barrio era todavía un vergel bañado por varios arroyos que lo circundaban. Desde temprana edad conforma un dúo musical con su hermano Carlino, recorriendo la zona portuaria ejecutando ambos la guitarra de manera callejera y en algunas radios como Teleco, Stentor y Paraguay.
Con el paso del tiempo, Carlino se retira de la música y Carlitos sigue solo. Es uno de los precursores del ingreso del requinto en el Paraguay y forma a futuras figuras del requinto como Arsenio Jara y Serafín Ullón.
Carlitos, con el tiempo, forma parte de distintos grupos musicales de música tradicional paraguaya. Entre ellos el de Los Indios en su gira euroasiática de 1960 junto a Ulises Ayala (guitarra), Lorenzo Leguizamón (arpa), Chinita Montiel (voz) y Juan Alfonso (dirección, guitarra y voz). Igualmente con los dúos Gallarco-Arce y Vargas-Saldívar.
Grabó más de 150 discos para sellos como Philips, Odeón y RCA.
El "Hombre de las mil voces" solía actuar en los festivales. A modo de ejemplo, demostró su talento en varias ediciones del Festival de la Raza en la ciudad de Villarrica, departamento del Guairá

## Obras
- Barcino Colí (polca paraguaya)
- La llorona (chamamé)
- A mi Estelita (aire popular paraguayo)